# Summer Love
"Summer Love" é uma canção do artista musical estadunidense Justin Timberlake, contida em seu segundo álbum de estúdio FutureSex/LoveSounds (2006). Foi escrita e produzida por Justin Timberlake, Timbaland e Danja. A sua gravação decorreu nos Thomas Crown Studios, localizado em Virginia Beach. Deriva de origens estilísticas de pop, com instrumentação feita com teclados, tambor, guitarras, pianos e palmas. Liricamente, o tema fala sobre "querer se apaixonar por um amante robusto e sazonal".
A canção foi disponibilizada por venda digital para a Nova Zelândia em 26 de novembro de 2007 e para outros países da Europa em 3 de dezembro do mesmo ano. Mais tarde, foi comercializada no dia 7 em um CD single para a Alemanha, ainda sendo lançada digitalmente nesse país e três dias depois na Suécia, servindo como o sexto e último single do disco. Recebeu críticas positivas dos resenhadores, dos quais compararam a faixa com os trabalhos de Timberlake no NSYNC. Comercialmente, conseguiu o pico na Billboard Hot 100 na sexta posição. Também se posicionou nas vinte melhores posições de ambas as regiões da Bélgica (Flanders e Valônia), Canadá, Austrália e Nova Zelândia, ainda ganhando uma certificação de platina pela Recording Industry Association of America (RIAA). A faixa foi incluída no repertório da turnê FutureSex/LoveShow, feita em 2007 para promover o CD.

## Versões/Remixes
1. "Summer Love/Set The Mood (Prelude)" (Versão do Álbum) 06:24
2. "Summer Love" (Versão do Álbum) 04:18
3. "Summer Love" (Vídeo) 49:53
4. "Summer Love" (Remix) (participação de Stat Quo) 03:54
5. "Summer Love" (UltiMix) 05:03

## Posições
| Top (2007)                  | Melhor posição |
| --------------------------- | -------------- |
| Canadá - Parada de Singles  | 4              |
| EUA - Billboard Hot 100     | 6              |
| EUA - Billboard Pop 100     | 5              |
| Malásia - Parada de Singles | 2              |
| Romênia - Parada de Singles | 56             |
| Suécia - Parada de Singles  | 38             |
| Turquia - Parada de Singles | 5              |